# I Флавиев Марсов легион
I Флавиев Марсов легион (лат. Legio I Flavia Martis) — один из легионов поздней Римской империи.
Легион был, вероятно, набран императором Констанцием I Хлором (правил в 293—306 годах). На это указывает то, что его потомки, основавшие династию Константина, исповедовали христианство и не могли назвать легион именем языческого бога.
Подразделения легиона назывались Martenses и в качестве псевдокомитатов (полевая армия) служили под командованием магистра пехоты и магистра конницы Галлии.
Два других подразделения являлись лимитанами (пограничная армия). Одно, под командованием префекта, находившегося в подчинении у дукса Могонциака, дислоцировалось в Альта Рипа. Другое находилось в Алетуме на северо-западном побережье Галлии под командованием дукса армориканских и нервиканских дорог. Но их связь с I Флавиевым Марсовым легионом не до конца установлена.